# Nomocharis oxypetala
Nomocharis oxypetala är en liljeväxtart som först beskrevs av David Don, och fick sitt nu gällande namn av Ernest Henry Wilson. Nomocharis oxypetala ingår i släktet Nomocharis och familjen liljeväxter. Inga underarter finns listade.

## Bildgalleri

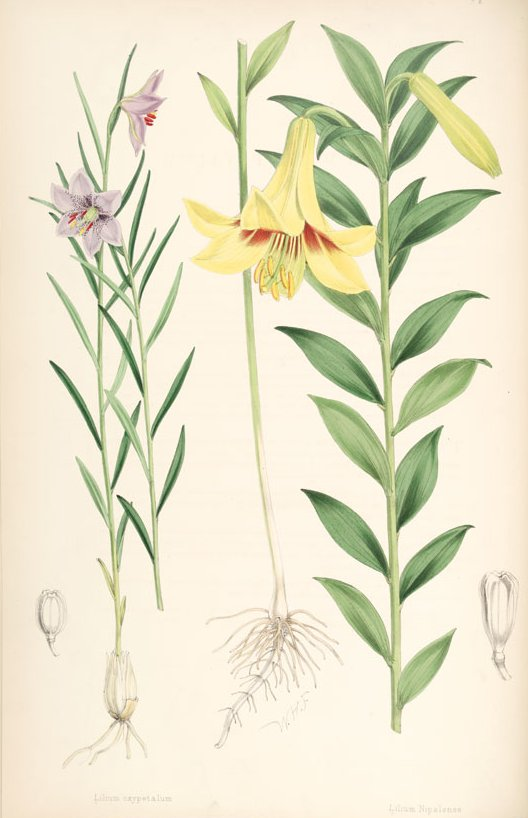